# Anomalocaris
Anomalocaris (del gr. anomalos "extraño" y caris "camarón" o "cangrejo") es un género de animales extintos, perteneciente a la familia de los anomalocarídidos, la cual se relaciona con los artrópodos. Se estima que los Anomalocaris existieron entre comienzos y mediados del período Cámbrico, desde hace aproximadamente 520 hasta 499 millones de años. Sus primeros fósiles fueron descubiertos en el esquisto de Ogygopsis y más tarde en el famoso esquisto de Burgess. En un principio, varias partes del cuerpo (descubiertas separadamente) se creían provenientes de distintos animales, hasta que nuevos estudios aclararon la verdadera naturaleza de los fósiles.
Anomalocaris expone rasgos muy llamativos como apéndices armados con espinas con los que se llevaba la comida a la boca, ojos compuestos, boca en forma de anillo con hileras de dientes, lóbulos laterales que rodeaban todo el cuerpo, entre otros. Se cree que Anomalocaris ocupaba la cima de la cadena trófica de los océanos del Cámbrico.

## Descripción

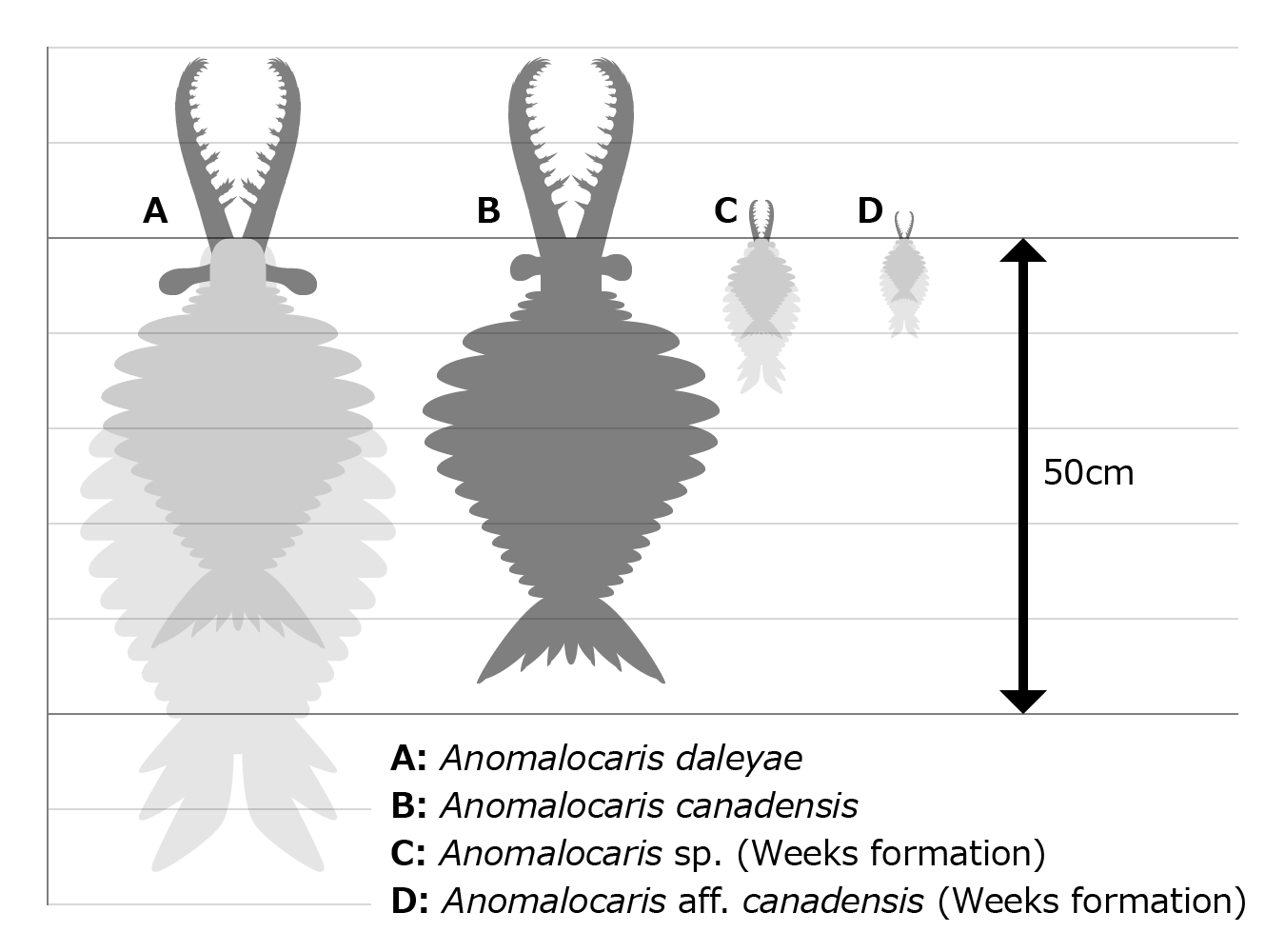
Estimación del tamaño de Anomalocaris

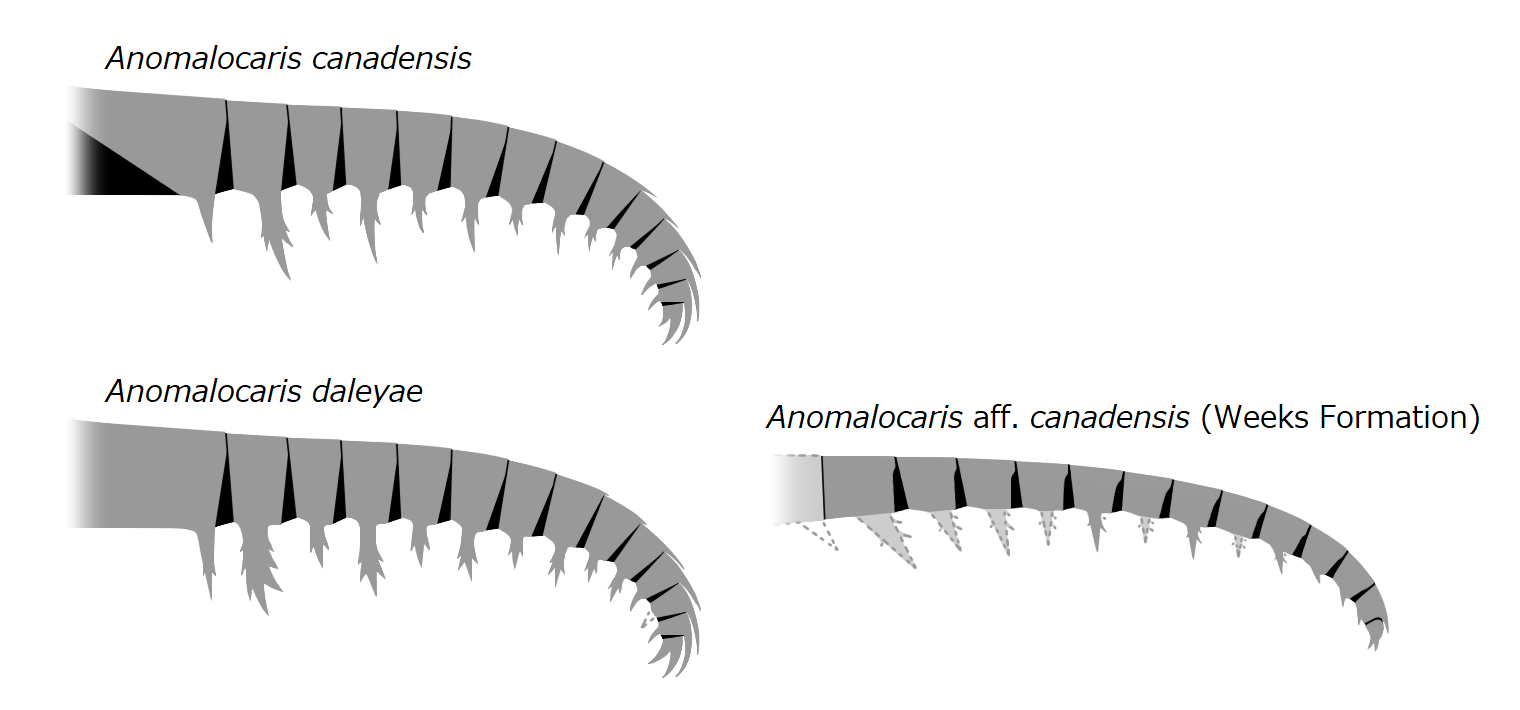
Apéndices frontales de varios especímenes de Anomalocaris

Según estimaciones recientes, la longitud de Anomalocaris era de hasta 38 cm. (sin incluir los apéndices y la cola). Su distintiva cabeza poseía ojos pedunculados situados en posición dorsolateral y un par de apéndices segmentados (cuya longitud máxima es de 18 cm) ubicados en la parte frontal. Dichos apéndices poseían afiladas espinas que permitían capturar a sus presas y llevárselas hacia la boca. Cada apéndice estaba compuesto por 14 segmentos, con la mayoría de ellos provistos de una espina ventral y otras dos adyacentes más pequeñas. La boca (cono oral) tenía forma de disco y contaba con 32 láminas superpuestas (4 grandes y 28 pequeñas) distribuidas de manera tri-radial (a diferencia de otros anomalocarídidos) y provistas de pequeñas púas aserradas que se situaban anilladas alrededor de la abertura central.
Se asume que sus ojos eran compuestos, pero es difícil encontrar restos inequívocos de estas partes blandas. Estudios en 2011 parecen poder asegurar que Anomalocaris poseía uno de los ojos compuestos más complejos del reino animal, sugiriendo que cada ojo podría estar formado por alrededor de 16 000 lentes distribuidas de manera hexagonal.
El cuerpo era alargado y estrecho, recubierto por un exoesqueleto sin minerales pero con ciertos tejidos esclerotizados, tales como los de los apéndices y la boca. Numerosos lóbulos laterales recorrían el cuerpo, alcanzando su punto más ancho desde el tercer hasta el quinto lóbulo, y luego angostándose hasta su cola. A. canadensis cuenta con 13 pares de lóbulos.
Disponían de una cola en forma de "V" que se constituía de tres pares de lóbulos dorsolaterales y un lóbulo terminal. También existen otros 3 pares de lóbulos pequeños en la región del cuello. Es posible que al ondular los flexibles lóbulos en ambos lados del cuerpo, se propulsasen por el agua ya que cada lóbulo se inclinaba hacia arriba del anterior actuando como un par de "aletas", lo cual mejoraría su eficiencia al nadar.

## Descubrimiento e investigación

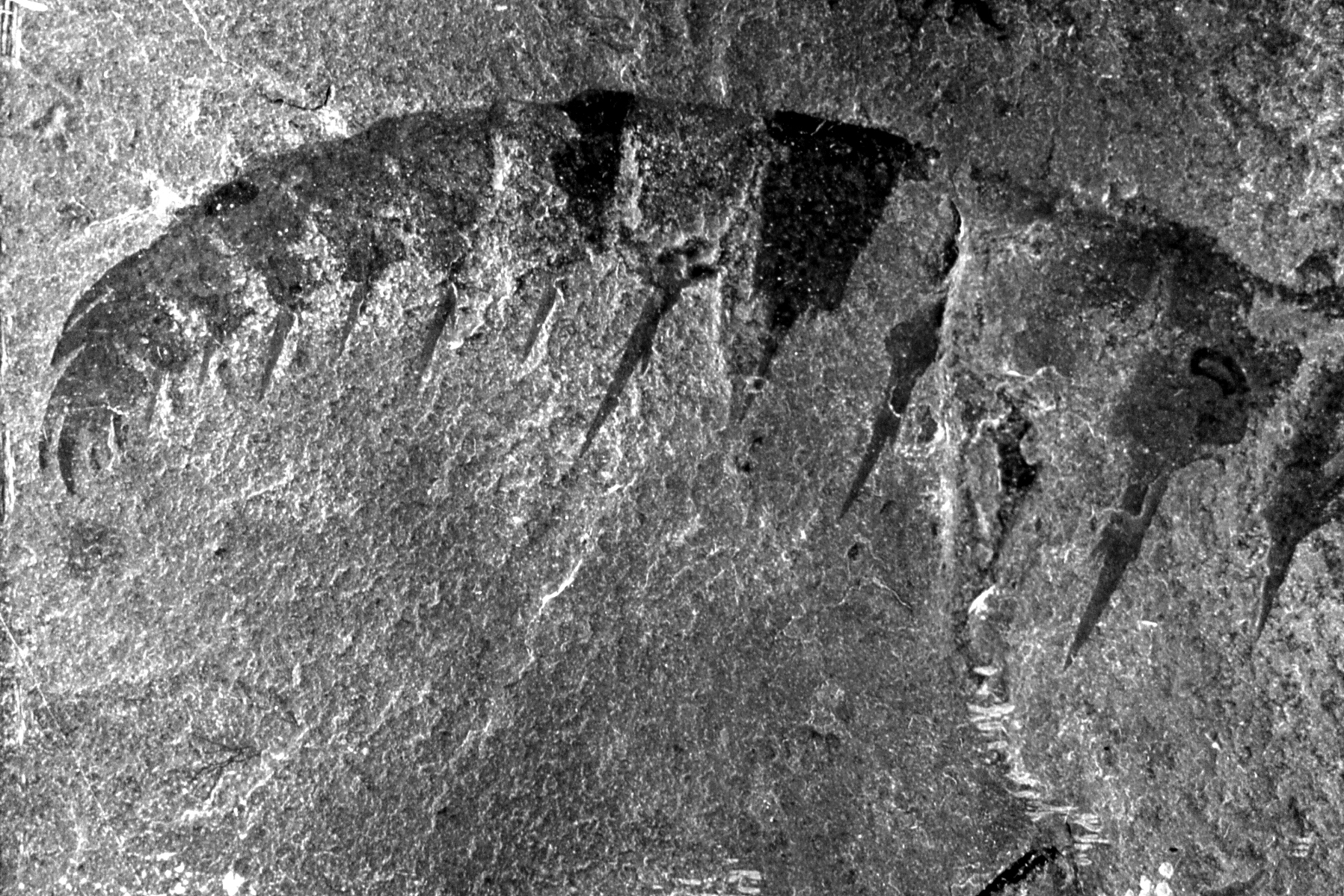
Apéndice de Anomalocaris hallado en el esquisto de Burgess, Columbia Británica, Canadá

La verdadera naturaleza de Anomalocaris no fue reconocida durante casi 80 años, como consecuencia de un malentendido que surgió tras el hallazgo por separado de los distintos restos del animal. El primer fósil fue descubierto dentro del esquisto de Ogygopsis, en el Monte Stephen, al sur de las Rocosas Canadienses, y descrito por Joseph Frederick Whiteaves en 1892. Este material, que constaba solo de un apéndice anterior, recibió el nombre de Anomalocaris canadensis, puesto que fue identificado erróneamente como el abdomen y la cola de un crustáceo filópodo.
Entre 1911 y 1917, Charles Doolittle Walcott hizo considerables hallazgos de Anomalocaris, incluyendo una boca que identificó erróneamente como una medusa a la cual nombró Peytoia. Asimismo, Walcott encontró también un segundo apéndice de alimentación identificándolo como el apéndice del artrópodo Sidneyia. El fósil del cuerpo fue asignado dentro del género Laggania, cuya primera impresión fue la de un equinodermo holoturoideo.

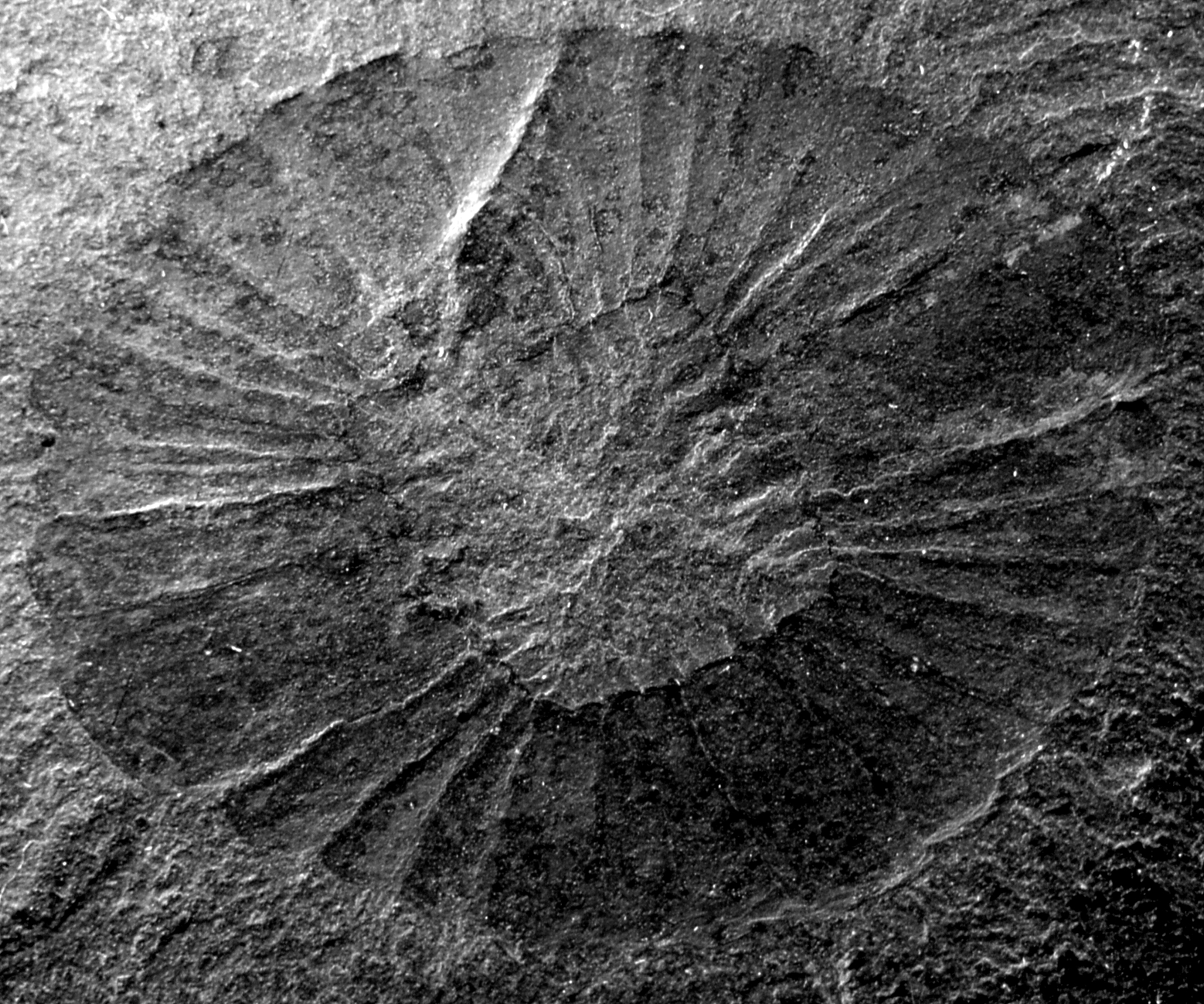
Piezas bucales de Peytoia nathorsti, originalmente atribuidas a Anomalocaris

 En 1928, se propuso la idea de que los aquel entonces fósiles de Anomalocaris eran en realidad apéndices de un animal, sin embargo fueron atribuidos incorrectamente al crustáceo Tuzoia. Posteriormente, la Comisión Geológica de Canadá descubrió un espécimen casi completo de A. canadensis, pero se lo reconoció irónicamente como una quimera entre Peytoia y Laggania.
En 1979, volvió a predecirse la idea de que Anomalocaris (sensu Whiteaves, 1892) no era el cuerpo de un filópodo, sino más bien uno de los apéndices que corresponderían a un solo artrópodo de gran tamaño. En definitiva, tras estudiar las colecciones de fósiles de Walcott, los paleontólogos Harry B. Whittington y Derek Briggs revelaron la incógnita pendiente en la anatomía del Anomalocaris, además de aclarar la verdadera naturaleza del Peytoia y Laggania. De acuerdo a la Comisión Internacional de Nomenclatura Zoológica, el nombre más antiguo siempre prevalece, que en este caso fue Anomalocaris. Por otro lado, el nombre Peytoia permaneció inválido, mientras que Laggania se aplicó para designar otro género de anomalocarídido.

## Estudios posteriores
Posteriormente, se establecieron dos especies: A. canadensis y "A." nathorsti, que fueron clasificadas por Whittington y Briggs, aunque la última resultó ser un sinónimo de Laggania. En 1995, se propuso una nueva especie, "A." saron, procedente de la fauna de Chengjiang, China. Otras especies tales como "A." briggsi, del esquisto de Emu Bay en Australia, y A. pennsylvanica, de la Formación de Pioche en Nevada, se consideraron dudosas por basarse solamente en fósiles de apéndices sueltos.
En 2011, Peter van Roy y Derek Briggs publicaron, en la revista científica Nature, su descubrimiento en el esquisto de Burgess (Canadá) de lo que afirman son los ejemplares de Anomalocaris de mayor tamaño encontrados hasta el momento.
En 2019, un fósil de radiodonto descubierto al sur del Esquisto de Burgess fue designado como "A." magnabasis. Sin embargo, estudios recientes (2021) concluyeron que tanto "A." magnabasis como "A." saron no pertenecen al género Anomalocaris, siendo reasignados al nuevo género Houcaris. Asimismo, "A." pennsylvanica ha sido reasignado al género Lenisicaris. Por otro lado, una serie de análisis filogenéticos determinaron que las especies anteriormente descritas "A." briggsi y "A." kunmingensis tampoco pertenecen al género Anomalocaris, siendo parte de los clados Tamisiocarididae y Amplectobeluidae, respectivamente.

## Paleobiología

### Alimentación
Se cree que Anomalocaris se alimentaba de presas de cuerpo duro (con cutícula), principalmente de trilobites. Restos de órganos digestivos excepcionalmente conservados sugieren un estilo de vida como depredador. Sin embargo, aún no está claro si las piezas bucales de Anomalocaris eran capaces de penetrar el exoesqueleto mineralizado de muchos artrópodos del Cámbrico.

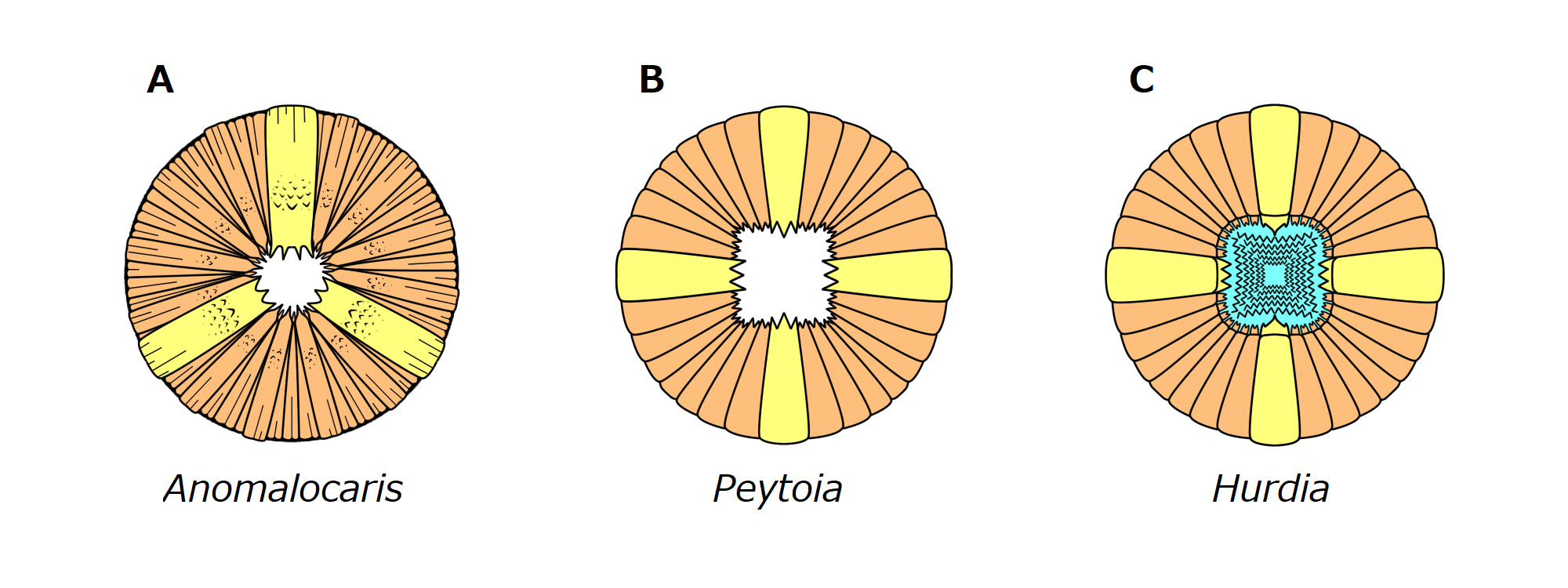
Comparación entre los conos orales pertenecientes a Anomalocaris (A), Peytoia (B) y Hurdia (C)

La falta de desgaste en las piezas bucales de anomalocarídidos sugiere que no entraron en contacto regular con la cutícula de trilobites mineralizados, y posiblemente fueron más adecuadas para alimentarse de organismos más pequeños y de cuerpo blando por succión, ya que habrían experimentado una falla estructural si se hubieran utilizado contra la armadura de los trilobites.
Análisis de la cutícula del trilobites Naraoia sugiere que es posible que los anomalocarídidos utilizaran sus apéndices para desgarrar la cutícula de los trilobites, sujetando un extremo de sus presas con sus piezas bucales y balanceando el otro extremo con sus apéndices. Este movimiento generaría una tensión en el cuerpo de la presa provocando la ruptura de su exoesqueleto. Esta posibilidad está basada en las lesiones causadas por Anomalocaris en las cutículas mineralizadas.

### Visión
Investigaciones afirman que Anomalocaris poseía una excelente visión dicromática en color (comparable a la de los actuales artrópodos) compuesta por 16 000 lentes en cada ojo. Este número tan elevado indica una vista excepcionalmente clara que pudo haber permitido a Anomalocaris cazar en aguas turbias. Además, se estima que la temprana presencia de depredadores con una visión basada en ojos compuestos pudo haber sido un factor muy importante en la radiación evolutiva del Cámbrico. La presencia de ojos compuestos en Anomalocaris requeriría de un sistema sensorial complejo para procesar la información visual proveniente.

## Paleoecología
Se caracterizan por tener una distribución global en los mares del Cámbrico, hallados en sedimentos de Canadá, China, Utah, Australia, entre otros. Restos de apéndices frontales pertenecientes a A. canadensis son muy comunes en el esquisto de Burgess, indicando una gran población de especímenes en aquella zona. Aunque se han encontrado otros fósiles comparables en otros lugares, se sugiere una mayor distribución de ejemplares alrededor del antiguo continente Laurentia.